# 席勒劇院
席勒劇院（德語：Schiller Theater）是一座位於德國柏林的劇院建築，地址位於市中心的夏洛滕堡区比斯馬克街110號，鄰近恩斯特-魯特廣場。
該建築於1907年開幕，在1920年代和1930年代曾作為普魯士國家劇院的第二演出場地。戰後經重建後，自1951年起成為柏林國立劇院的主要舞台。1993年，由於財政原因，柏林市政府決定關閉劇院。此後該建築作為戲劇演出和其他活動的租用場地，並於2010年至2017年間，作為柏林國立歌劇院整修期間的臨時演出場地使用。